# Tipula dicladura
Tipula dicladura är en tvåvingeart som beskrevs av Alexander 1934. Tipula dicladura ingår i släktet Tipula och familjen storharkrankar. Inga underarter finns listade i Catalogue of Life.